# Gary David Goldberg
Gary David Goldberg (* 25. Juni 1944 in Brooklyn, New York; † 23. Juni 2013 in Montecito, Kalifornien) war ein US-amerikanischer Filmproduzent, Drehbuchautor und Filmregisseur.

## Leben
Goldberg wuchs in einem kleinen Apartment in New York auf und wurde vor allem von seiner Großmutter erzogen. 1962 schrieb er sich an der Brandeis University ein und beendete sein Studium erst 1975 an der San Diego State University.
Um sich das Studium zu finanzieren, arbeitete er unter anderem als Kellner in einem Lokal in Greenwich Village, wo er 1969 auch seine spätere Ehefrau, die Sozialwissenschaftlerin Diane Meehan, kennenlernte. Sie heirateten zu Beginn der 1970er Jahre und bekamen zwei Töchter. Shana Goldberg-Meehan wurde wie ihr Vater Drehbuchautorin und schrieb unter anderem für die Sitcoms Friends und Joey. Goldberg-Meehans Ehemann, also Gary David Goldbergs Schwiegersohn, ist der Fernsehproduzent Scott Silveri. Cailin Goldberg, Goldbergs zweite Tochter, wurde freiberufliche Schriftstellerin und arbeitet heute als Mitarbeiterin bei der Huffington Post.
Gary D. Goldberg begann seine Arbeit in Hollywood Mitte der 1970er Jahre, als er begann, Drehbücher für Fernsehserien zu schreiben, darunter Lou Grant und M*A*S*H. Für Lou Grant produzierte er von 1978 bis 1979 zwölf Episoden.
Goldbergs Durchbruch erfolgte erst 1982, als er die Sitcom Familienbande ins Leben rief und für die er den damals noch unbekannten Schauspieler Michael J. Fox als Hauptdarsteller gewinnen konnte. Die Serie, die bis 1989 in sieben Staffeln produziert wurde, wurde mit einem Golden Globe Award ausgezeichnet und für zahlreiche Emmys nominiert. Goldberg selbst erhielt zwei Emmys.
1989 führte Goldberg erstmals Regie bei einem Spielfilm, auch produzierte er und schrieb das Drehbuch. Dad erhielt 1990 eine Oscar-Nominierung.
Nachdem Goldberg 1996 mit der Sitcom Champs einen Misserfolg hatte verbuchen müssen – die Serie wurde nach nur 12 Episoden eingestellt – entwarf er die Fernsehserie Chaos City, für die er erneut Michael J. Fox engagieren konnte. Die Serie wurde bis 2002 gedreht.
Goldbergs letztes Projekt war die Filmkomödie Frau mit Hund sucht … Mann mit Herz, bei der er 2005 erneut Regie führte.
Nach einer längeren Krebserkrankung starb Goldberg 68-jährig im Juni 2013 in seinem Haus im kalifornischen Montecito.

## Filmografie
Regie
- 1989: Dad
- 2005: Frau mit Hund sucht … Mann mit Herz (Must Love Dogs)

Drehbuch
- 1982–1989: Familienbande (Family Ties)
- 1995: Bye Bye, Love
- 1996–2002: Chaos City (Spin City)

## Auszeichnungen
Auswahl von Filmpreisen:
- 1979: Emmy: Beste Serie – Drama, für: Lou Grant
- 1987: Emmy: Bestes Drehbuch für eine Comedy-Serie, für: Familienbande (Family Ties)
- 1984, 1985, 1986, 1987, 1992: je eine Emmy-Nominierung
- 1987: Humanitas Prize
- 1990: Humanitarian Award, im Rahmen des Women in Film Crystal Awards